# درگیری در دلتای نیجر

پرچم اوگونی توسط کن سارو-ویوا ساخته شده است.

درگیری کنونی در دلتای نیجر برای نخستین بار در آغاز دههٔ ۱۹۹۰ بر سر تنش بین شرکت‌های نفتی خارجی و تعدادی از گروه‌های قومی اقلیت دلتای نیجر که احساس می‌کردند مورد استثمار قرار می‌گیرند، به‌ویژه اوگونی‌ها و ایجاوها به وجود آمد. ناآرامی‌های قومی و سیاسی در طول دهه ۱۹۹۰ با وجود بازگشت به دموکراسی و انتخاب دولت اوباسانجو در سال ۱۹۹۹ ادامه یافت. مبارزه برای ثروت نفت و آسیب‌های زیست‌محیطی بر سر تأثیرات آن به خشونت بین گروه‌های قومی دامن زده است و سبب نظامی شدن تقریباً کل منطقه توسط گروه‌های شبه‌نظامی قومی، نیروهای ارتش و پلیس نیجریه، به‌ویژه پلیس سیار نیجریه شده است. این خشونت‌ها با جلوگیری از سرمایه‌گذاری خارجی در نیروگاه‌های جدید تولید برق در این منطقه، به بحران جاری تأمین انرژی نیجریه کمک کرده است.
پس از سال ۲۰۰۴، خشونت همراه با دزدی دریایی و آدم‌ربایی به صنعت نفت نیز آسیب زد. در سال ۲۰۰۹، یک برنامه عفو ریاست‌جمهوری همراه با حمایت و آموزش ستیزه‌جویان سابق، موفقیت‌آمیز بود. از این رو، تا سال ۲۰۱۱، قربانیان جنایت به دلیل ناکامی در پیگرد قانونی افراد مسئول نقض حقوق بشر، از عدالت‌خواهی برای جنایت‌های ارتکابی که علیه خودشان شده بود می‌ترسیدند.